# Antonio Eximeno
Antonio Eximeno (Valencia, 26 settembre 1729 – Roma, 9 luglio 1809) è stato un insegnante e musicologo spagnolo, considerato, con Juan Andrés e Lorenzo Hervás, uno dei membri più importanti della Scuola Universalista Spagnola del XVIII secolo. Esiliato in Italia dopo l'espulsione dei gesuiti dalla Spagna, scrisse le sue opere più importanti in italiano.

## Biografia
È stato un Gesuita, insegnante di matematica nella scuola militare presso Segovia. Dopo l'espulsione della Compagnia di Gesù dai territori dell'impero spagnolo nel 1767, Eximeno si stabilì a Roma, dove visse lungamente. Fu membro dell'Accademia dell'Arcadia col nome fra i pastori arcadi di Aristosseno Megareo.
Una delle sue opere principali fu Dell'origine e delle regole della musica colla storia del suo progresso, decadenza e rinnovazione (1774), scritta originalmente, come quasi tutte le sue opere principali, in italiano.
Entrò in polemica con Padre Martini e questo fatto produsse le riflessioni contenute nel saggio Dubbio di D.Antonio Eximano sopra il Saggio fondamentale (1775), a cui seguì un'altra opera fondamentale intitolata Risposte al giudizio delle efemeridi letterarie di Roma; infine, poco prima di morire, realizzò uno scritto satirico intitolato Don Lazarillo Vizcardi.
Tra le altre sue opere, citiamo Institutiones philosophicae et mathematicae (1796), Lo spirito di Machiavelli (1806), Apologia de Miguel Cervantes (1806).

## Opere
- Dell'origine e delle regole della musica colla storia del suo progresso, decadenza, e rinnovazione. Opera di D. Antonio Eximeno dedicata all'augusta Real Principessa Maria Antonia Valburga di Baviera eletrice vedova di Sassonia. Avviso a' letterati, ed a gli amatori della musica. Roma, Michel'Angelo Barbiellini, 1774.- Del Origen y reglas de la música, con la historia de su progreso, decadencia y restauración. Trad. di Francisco Antonio Gutiérrez, Madrid, Imprenta Real, 1796, 3 voll.- Del Origen y reglas de la música, con la historia de su progreso, decadencia y restauración. Ed. facs., Valladolid, MAXTOR, 2010 (L'opera completa in 1 vol.).- Del origen y reglas de la Música, ed. de Francisco Otero, Madrid, Editora Nacional, 1978 (Ed. non completa: contiene vol. I e parte del vol. III). Esiste una recente edizione critica dell'opera completa a cura di Alberto Hernández Mateos, Madrid, Verbum, 2016.
- Institutiones Philosophicae Et Mathematicae: Volumen I, Dialecticam Et Rerum Quas Vulgo Metaphysicas Vocant Libros Tres Priores. Madrid: Imprenta Real, 1796.
- Institutiones Philosophicae Et Mathematicae: Volumen II, Rerum Quas Vulgo Metaphysicas Vocant Libros Tres Posteriores Complectens.
- Lo spirito del Machiavelli. Cesena, per gli eredi biasini all'insegna di Pallade, 1795.
- Dubbio di D. Antonio Eximeno sopra il Saggio fondamentale pratico di contrappunto del Reverendissimo Padre Maestro Giambattista Martini. Roma, Michelangelo Barbiellini, 1775.
- Don Lazarillo Vizcardi. Sus investigaciones músicas con ocasión del concurso a un Magisterio de Capilla Vacante... Dalas a luz la Sociedad de Bibliófilos Españoles, Intr. di Francisco Asenjo Barbieri, Madrid, Imp. de Rivadeneyra, 1872 y 1873, 2 voll. (romanzo).
- Apología De Miguel De Cervantes Sobre Los Yerros Que Se Han Notado En El Quijote..., Madrid, Imp. de la Administración del Real Arbitrio, 1806.
- Autobiografía inédita, edición de Daniel Devoto, [Buenos Aires], Gulab y Aldabahor, 1949.